# CA Boston River
Club Atlético Boston River, S.A.D. – urugwajski klub piłkarski z siedzibą w Montevideo.

## Osiągnięcia
- Mistrz trzeciej ligi urugwajskiej (Liga Metropolitana Amateur) (2): 1956, 2006/07

## Historia
Klub Boston River założony został 20 lutego 1939 roku. Nazwa klubu pochodzi od dwóch instytucji, z którymi związani byli założyciele – argentyńskiego klubu River Plate i banku BankBoston. Obecnie klub występuje w pierwszej lidze urugwajskiej (Primera División Uruguaya).